# Brigata aerea mista dell'Aviazione della Somalia italiana
La Brigata aerea mista dell’Aviazione della Somalia italiana di Mogadiscio era una grande unità della Regia Aeronautica nata nel dicembre 1935.

## Storia
Il Comando della Brigata aerea mista dell’Aviazione della Somalia italiana era dislocato all'aeroporto di Mogadiscio (poi Aeroporto Internazionale Aden Adde) dal 10 dicembre 1935 quando era costituita da:
- 7º Stormo:
  - XXV Gruppo:
    - 8ª Squadriglia;
    - 9ª Squadriglia;

  - XXXI Gruppo:
    - 65ª Squadriglia;
    - 66ª Squadriglia;
- Gruppo Autonomo Caccia e Ricognizione:
  - 1ª Squadriglia;
  - 107ª Squadriglia;
  - 108ª Squadriglia;
  - Sezione autonoma Stato Maggiore.

Venne impiegata in particolare nella Battaglia del Ganale Doria.
Il 14 gennaio 1936 il Comando della Brigata mista è sciolto ed è ‘sostituito’ dal Comando aviazione della Somalia Italiana.
Il 6 marzo 1936 avviene il volo del generale Ferruccio Ranza su Addis Abeba. Ranza era partito al mattino dall'Aeroporto di Neghelli con un Caproni Ca.133, aveva sorvolato la capitale etiopica per oltre mezz’ora, senza compiere alcun atto ostile nonostante la vivace reazione contraerea. Ranza, che rientrò a Neghelli il pomeriggio con un volo di oltre 850 km e venendo insignito per questa azione con la Medaglia d’Argento al Valore Militare.
Il 22 marzo 1936 ventisette « Caproni » da bombardamento, partiti dall'aeroporto di Gorrahei al comando del generale Ranza, divisi in due gruppi hanno sorvolato Harrar senza compiere alcun atto ostile; quindi si sono portati su Giggiga, hanno iniziato un intenso e preciso lancio di bombe costringendo al silenzio l'artiglieria contraerea e sbandando i nuclei di armati. L'azione si è svolta coll'attacco successivo di gruppi di tre apparecchi ciascuno. Sul campo trincerato nemico sono state gettate 20 tonn. di esplosivo. (Bollettino di guerra)
Il 24 marzo 1936 Trenta «Caproni» al comando del generale Ranza hanno nuovamente bombardato Giggiga con azione di massa e formazioni di volo perfette, completando l'azione del precedente attacco. Sono stati distrutti i seguenti obbiettivi: autoparco militare con numerosi automezzi; il ghebì con altri automezzi e cataste di materiali; la dogana coi suoi depositi; molti magazzini e depositi dell'armata di Ras Nasibù.
In ciascuna delle azioni di bombardamento, ogni apparecchio ha raggiunto le cinque ore di volo sopra una distanza di oltre 400 km. dalla sua base di partenza. Sui bersagli sono stati lanciati circa 12 tonn. di esplosivo. Nessuna perdita da parte nostra nonostante la violentissima reazione contraerea. (Bollettino di guerra)
Dal maggio successivo si chiama Comando aeronautico della Somalia che nel giugno 1936 viene inquadrato nel Comando aeronautica dell'Africa orientale italiana.
Nell’agosto 1936 l’Aviazione della Somalia è composta dal 7º Stormo con:
- XXV Gruppo (8ª e 9ª Squadriglia);
- XXXI Gruppo (65ª e 66ª Squadriglia);
- XLV Gruppo (2ª Squadriglia e 22ª Squadriglia);
- Gruppo autonomo (1ª, 107ª, 108ª Squadriglia);
- Squadriglia di Stato maggiore Mogadiscio.

Dal 4 agosto i reparti degli aeroporti di Giggiga e Dire Daua (ovvero il XXXI e il XLV Gruppo; la 107ª Squadriglia) passano nel nuovo Comando settore aeronautico est di Dire Daua.
Il 7º Stormo viene chiuso il 1º ottobre 1936.
Dal 1º ottobre i Comandi dell’Eritrea e della Somalia diventano Comando settore aeronautico nord di Asmara e Comando settore aeronautico sud di Mogadiscio.

## Comandanti
Al Comando vengono posti:
- generale Mario Bernasconi (da dicembre 1935 a gennaio 1936);[2]
- Ferruccio Ranza (da gennaio 1936 al 4 agosto 1936)
- Ettore Faccenda (dal 4 agosto 1936).[3]